# Daniel Lima dos Santos Daio
Daniel Lima dos Santos Daio (* 1947) war von 1991 bis 1992 Premierminister von São Tomé und Príncipe.

## Politische Laufbahn
Er gehörte zur seit der Unabhängigkeit 1975 regierenden Einheitspartei Movimento de Libertação de São Tomé e Príncipe (MLSTP) und war bis zu seiner Entlassung durch den Präsidenten Manuel Pinto da Costa 1982 Verteidigungsminister. Nach der Zulassung weiterer Parteien 1990 wurde er Generalsekretär der neu gegründeten Partei Partido de Convergência Democrática – Grupa de Reflexão (PCD-GR) und der aus dem Exil zurückgekehrte Leonel Mário d’Alva deren Präsident.

## Premierminister
Nach dem Sieg der PCD-GR bei den ersten freien Parlamentswahlen am 20. Januar 1991 wurde er am 7. Februar 1991 Premierminister. Die Partei hatte die absolute Mehrheit der Sitze erhalten. Angesichts der schlechten Wirtschaftslage führte seine Regierung vom Internationalen Währungsfonds und der Weltbank empfohlene Reformen durch. Die mit der Austeritätspolitik verbundenen Preiserhöhungen und die Abwertung der Landeswährung um 40 % führten zu massiven Protesten und Forderungen nach seiner Entlassung, denen Präsident Miguel Trovoada am 22. April 1992 nachgab. Zuvor hatte er öffentlich dem Präsidenten die Schuld an den Unruhen und der wirtschaftlichen Misere gegeben. Einige Wochen später bildete sein Parteifreund, der bisherige Finanz- und Wirtschaftsminister Alegre eine neue Regierung.
Im Februar 1993 trat er als Generalsekretär der PCD-GR zurück.
| Personendaten    | Personendaten                                                       |
| ---------------- | ------------------------------------------------------------------- |
| NAME             | Daio, Daniel Lima dos Santos                                        |
| KURZBESCHREIBUNG | são-toméischer Politiker, Premierminister von São Tomé und Príncipe |
| GEBURTSDATUM     | 1947                                                                |